# Bracke op vrijdag
Bracke op vrijdag was een wekelijks praatprogramma dat op vrijdagavond uitgezonden werd op de Vlaamse televisiezender Canvas en gepresenteerd werd door Siegfried Bracke. Het verving het programma De keien van de Wetstraat, dat in december 2009 stopgezet werd.
Bracke, die twee jaar hoofdredacteur van de nieuwsduidingsprogramma's van de VRT was geweest, werd in 2010 weer journalist. In zijn programma interviewt hij mensen uit de politiek en het maatschappelijk veld. De eerste gast in zijn talkshow op 8 januari 2010 was Guy Verhofstadt. Tijdens de laatste uitzending op 30 april 2010 waren Caroline Gennez en Johan Vande Lanotte te gast.
Het programma werd per direct stopgezet toen Bracke op 4 mei 2010 zijn overstap naar de politiek bekendmaakte. Na het verdwijnen van het programma werd Phara uitgebreid met een uitzending op vrijdag om de vrijgekomen plaats in te vullen, tot ook Phara werd stopgezet en vervangen werd door Reyers laat.